# علي وفقي
فويتشيخ بوبوفسكي (بالبولندية: Wojciech Bobowski)، أو ألبرتوس بوبوفيوس (باللاتينية: Albertus Bobovius)، أو علي وفقي (1610 ـ 1675) هو موسيقي وترجمان بولندي، نشأ بروتستانتيًا ثم دخل في الإسلام وعمل في الدولة العثمانية. ترجم الكتاب المقدس إلى اللغة التركية العثمانية، ووضع كتاب ترانيم باللغة العثمانية، كما وضع كتابًا في نحو اللغة التركية العثمانية، وترجم أعمال هوغو غروتيوس وكومينيوس إلى التركية العثمانية. تُعد مؤلفاته الموسيقية من أهم المؤلفات الموسيقية العثمانية في القرن السابع عشر.

## روابط خارجية
- علي وفقي على موقع ميوزك برينز (الإنجليزية)
- علي وفقي على موقع ميوزك برينز (الإنجليزية)
- علي وفقي على موقع أول ميوزيك (الإنجليزية)
- علي وفقي على موقع أول ميوزيك (الإنجليزية)
- علي وفقي على موقع ديسكوغز (الإنجليزية)